# Cleopatra ferruginea
Cleopatra ferruginea es una especie de molusco gasterópodo de la familia Thiaridae en el orden de los Mesogastropoda.

## Distribución geográfica
Se encuentra en Burundi, Egipto, Etiopía, Kenia, Sudán Tanzania y Uganda.

## Hábitat
Su hábitat natural son: ríos, pantanos y marismas de agua dulce.

## Estado de conservación
Se encuentra amenazada de extinción por la pérdida de su hábitat natural.